# 남안성 분기점
남안성 분기점(S.Anseong Junction, 남안성JC)은 경기도 안성시 금광면 장죽리에 설치된 세종포천고속도로와 평택제천고속도로가 만나는 분기점이다.

## 역사
- 2018년 7월 19일 : 2022년까지 분기점 신설을 위해 안성시 도시계획시설 교통광장에 금광면 장죽리 일원을 남안성 나들목으로 고시[1]
- 2019년 1월 30일 : 안성시 도시계획시설 교통광장에 금광면 장죽리 일원을 남안성 분기점으로 변경 고시[2]
- 2025년 1월 1일 : 세종포천고속도로 남안성 ~ 남구리 구간 개통과 함께 통행 개시[3]

## 구조물 정보
세종포천고속도로와 연결된 교차로와 평택제천고속도로와 연결된 교차로 모두 입체 교차로 형태로 되어 있다. 세종포천고속도로와 연결된 입체 교차로는 진입로와 진출로가 분리된 Y자형 구조이나, 평택제천고속도로와 연결된 입체 교차로는 트럼펫형 구조로 되어 있다.
- 위치 : 경기도 안성시 금광면 장죽리

## 접속하는 노선

### 세종・포천방면
- 세종포천고속도로 (11번)

### 평택・제천방면
- 평택제천고속도로 (6-1번)